# Huddle

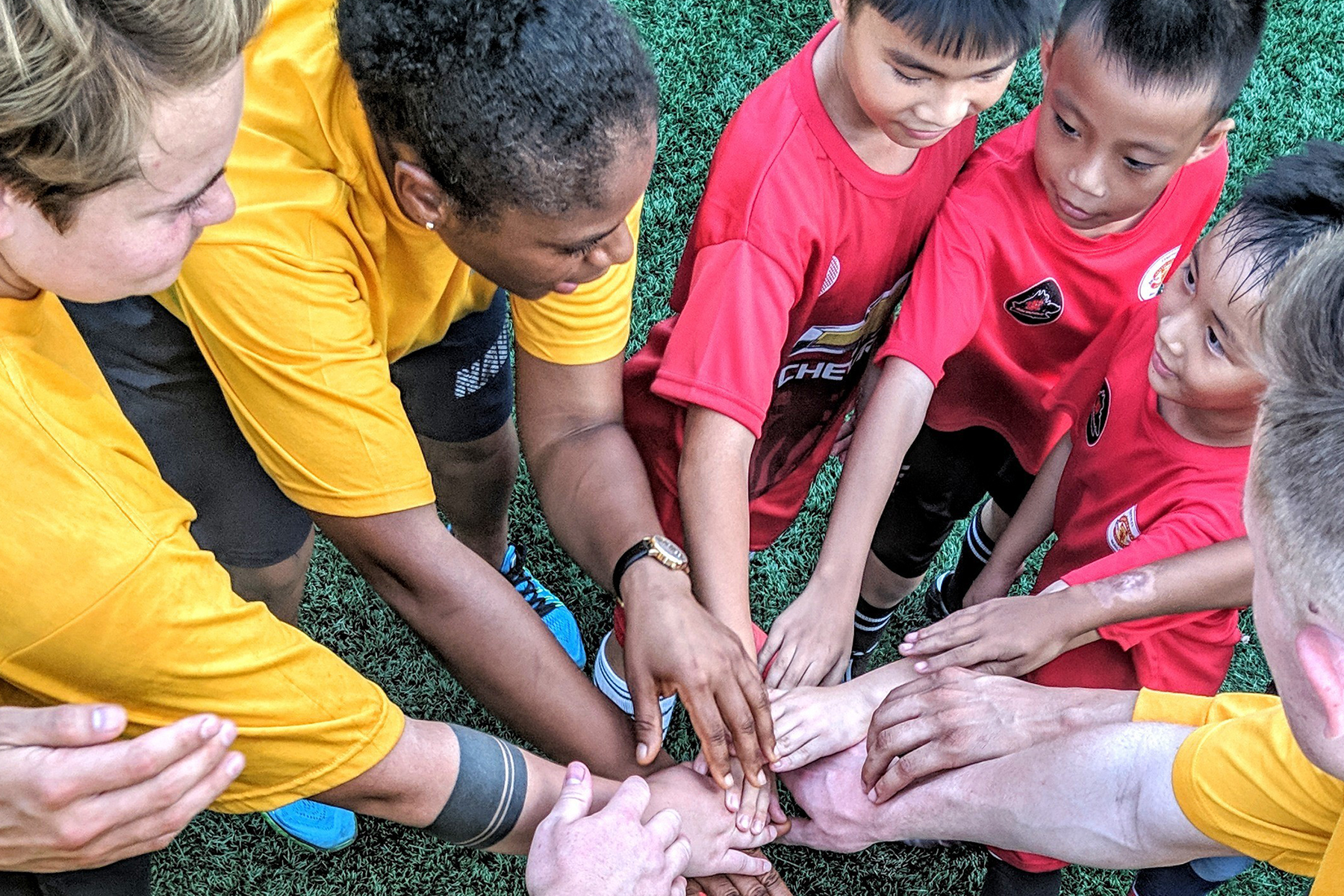
Reunirse en círculo antes o durante una actividad deportiva, en este caso los juveniles recibiendo indicaciones de sus entrenadoras.

En varios deportes, hacer un huddle es la acción en la que un equipo se reúne, usualmente en un círculo cerrado, ya sea para plantear una estrategia, motivarse o celebrar. Se suele convocar mediante la expresión en inglés "huddle up". Es una estrategia popular para evitar que los oponentes se enteren del plan de juego, y también sirve como una manera de aislarse del ruido que se puede generar en instalaciones con un gran número de asistentes y que impide la comunicación en el terreno de juego. Usualmente el "líder" del huddle será el capitán del equipo, y será este el encargado de motivar a los demás miembros del equipo a la victoria. De forma similar, un huddle puede tomar lugar luego de algún evento favorable dentro del juego, para intercambiar felicitaciones en el equipo por la consecución de este; o en otros casos puede tomar lugar para sobrellevar una derrota.
El huddle es más comúnmente utilizado en deportes como el fútbol americano y el fútbol canadiense, principalmente para coordinar la estrategia del equipo antes de cada jugada; en estos casos el huddle del equipo ofensivo será liderado cada vez por el quarterback, y el del equipo defensivo por alguno de los linebackers. El huddle es también popular en el basketball, el voleibol y el cricket. En el caso de este último, lo usó con gran éxito el equipo nacional de India en la Copa mundial del críquet del 2003. 

## Historia
Paul D. Hubbard, el quarterback, o mariscal de campo, de la Universidad de Gallaudet, se le atribuye la creación del primer huddle en principios de la década de 1890. Durante un importante partido de fútbol americano, Hubbard decidió reunir al equipo en un círculo cerrado antes de compartir información porque estaba preocupaba que el otro grupo estuviera robando las jugadas que se compartían abiertamente a través del lenguaje de señas.